# Margaret Kemble Gage
Pour les articles homonymes, voir Gage.
Margaret Kemble Gage, née en 1734 à New Brunswick dans la province du New Jersey et morte en 1824, est l'épouse du général britannique Thomas Gage. Le mariage est célébré en 1758 et le couple joue un rôle proéminent dans la société de New York pendant plus de 10 ans. Thomas Gage dirige l'armée britannique au début de la guerre d'indépendance des États-Unis. Margaret aurait conspiré contre son mari par sympathie pour la révolution américaine en donnant des informations cruciales à Joseph Warren sur les batailles de Lexington et Concord. Le couple retourne en Angleterre en octobre 1775
Elle est la petite-fille de Stephanus Van Cortlandt.